# Yarmuk
Yarmuk (eller Yarmouk, Jarmuk, Jarmouk; arabisk نهر اليرموك, Nahr al-Yarmūk; hebræisk נהר הירמוך, Nehar Have-Yarmukh; græsk Ιερομίακος, Hieromiakos; latin Hieromax) er Jordanflodens største biflod. Floden er 150 kilometer lang, og danner en del af grænsen mellem Jordan, Syrien og Israel og er Golan højdernes sydgrænse inden den udmunder i Jordan syd for Kinneretsøen. Ved floden besejrede araberne i 636 i slaget ved Yarmuk den østromerske kejser Herakleios armé.
32°42′32″N 35°41′36″Ø / 32.70899°N 35.69325°Ø